# Access (programa de televisão)
Access, anteriormente Access Hollywood, é um programa de televisão diário de notícias sobre entretenimento, cobrindo eventos e celebridades. Ele foi criado pelo produtor Jim Van Messel, o mesmo do ex-programa Entertainment Tonight. É apresentado por Billy Bush e Nancy O'Dell e já teve a exibição de mais de 3.300 episódios desde sua primeira transmissão, em 23 de Julho de 2007.